# Neoperlini
Neoperlini es una tribu de insectos plecópteros pertenecientes a la familia Perlidae. Comprende los siguientes géneros.

## Géneros
- Chinoperla Zwick, 1980
- Furcaperla Sivec in I. Sivec, Stark & S. Uchida, 1988
- Neoperla Needham, 1905